# Henryk Skrzypczak
Henryk Alfons Skrzypczak (* 3. Mai 1926 in Berlin-Moabit; † 2. Mai 2017 in Berlin) war ein deutscher Historiker und Schriftsteller.

## Leben

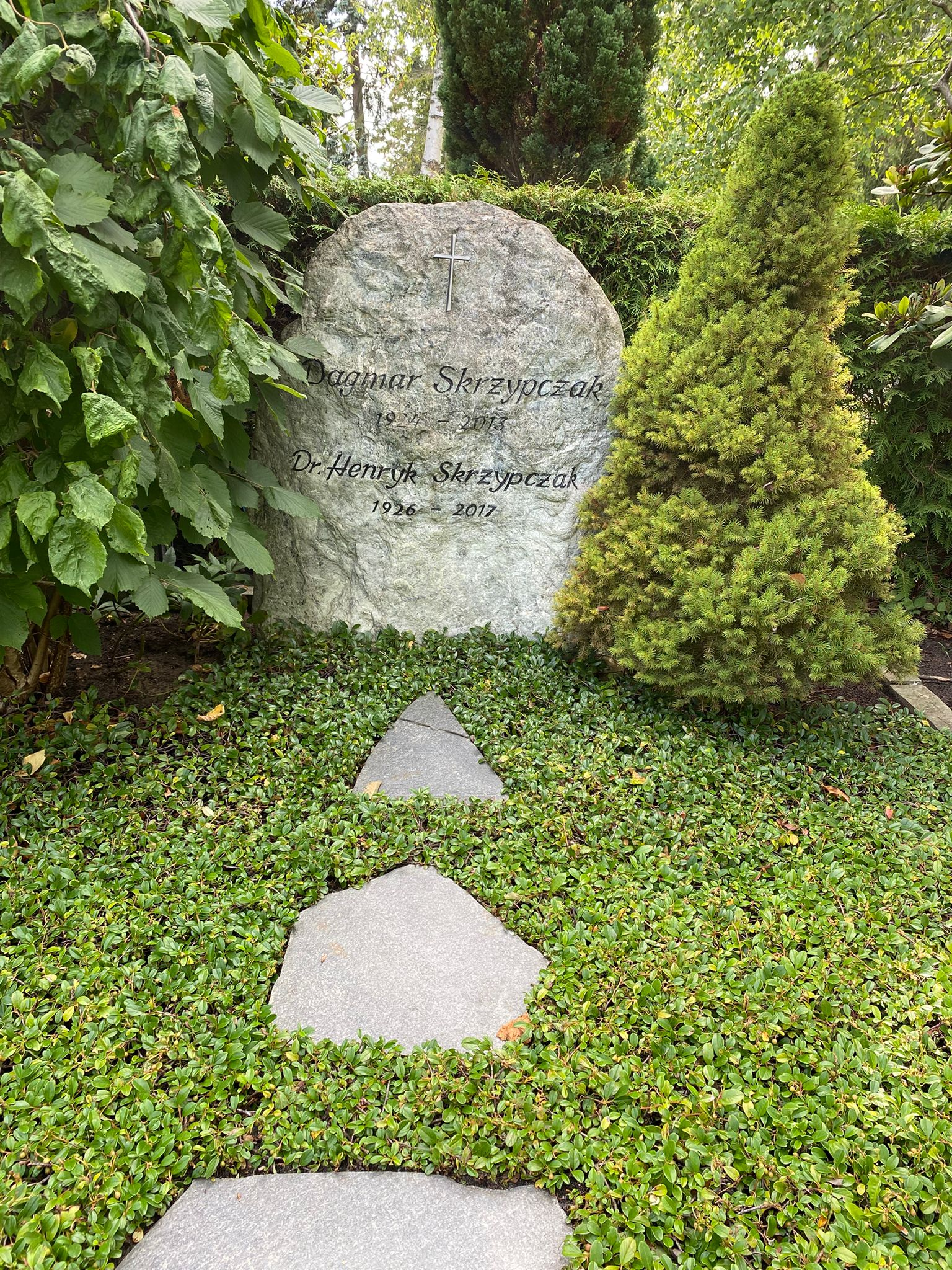
Grabstätte auf dem Parkfriedhof Lichterfelde

Während seiner Studienzeit war Skrzypczak Mitglied der Jungen Union (1947–1950) und der CDU (1947–1949), später der SPD (1958). Er wurde 1956 an der Freien Universität Berlin mit einer sozialhistorischen Arbeit zu Stadt und Schriftlichkeit im deutschen Mittelalter promoviert. Danach arbeitete er als Redakteur und freiberuflicher Journalist (1956–1958). Er war Sekretär der Historischen Kommission zu Berlin und Leiter ihrer Abteilung Geschichte der Arbeiterbewegung; Redakteur des Jahrbuchs für die Geschichte Mittel- und Ostdeutschlands (1958–1965); Gründer und Herausgeber der Internationalen wissenschaftlichen Korrespondenz zur Geschichte der deutschen Arbeiterbewegung (1965–1999). Er war Gründungsvorsitzender des Förderkreises Archive und Bibliotheken zur Geschichte der Arbeiterbewegung (1991–1992) und Herausgeber der „Mitteilungen“ des Förderkreises (1992–1994). 
Skrzypczak starb im Mai 2017, am Vortag seines 91. Geburtstags. Seine letzte Ruhestätte erhielt er auf dem Parkfriedhof Lichterfelde (Feld 16-324).

## Schriften (Auswahl)
- Marx, Engels, Revolution. Standortbestimmung des Marxismus der Gegenwart. Berlin 1968, OCLC 923312059.
- Randloser Tag. Gedichte. Berlin 1969, OCLC 638373020.
- Als es „ums Ganze“ ging. Gewerkschaften zwischen Revolution und Kapitulation, 1918–1933. Berlin 2014, ISBN 978-3-940781-53-6.
- Spurenfolge. Frühe Gedichte & einiges mehr. Buskow 2016, ISBN 3-940781-72-X.